# Аррожадоа
Аррожадоа или Аррохадоа (лат. Arrojadoa) — род растений семейства Кактусовые (Cactaceae), произрастающий на территории Бразилии.

## Название
Родовое латинское название Arrojadoa дано в честь бразильца Мигеля Аррожадо Лисбоа (Miguel Arrojado Lisboa), начальника бразильских железных дорог.

## Описание
Род включает несколько видов, обычно с тонкими цилиндрическими побегами, ветвящимися в нижней части и образующими плотные кустовидные формы. Стебли у одного вида могут достигать 7-7,5 см в ширину, но у других они намного тоньше, и 2 м в высоту. Кучно расположенные щетинистые колючки плотно покрывают поверхность побегов с небольшими ребрами.
Цветки терминальные, формируются на концах побегов каждый сезон, образуя разделенные «годичные кольца» за счет дальнейшего развития точки роста, оставляя воротничок из колючек между старым и новым участками. Цветки воронковидные, восковые, яркоокрашенные — розовые, красные, желтые или белые, держатся в роспуске один или два дня, затем чернеют и опадают. Плоды — мелкие сочные ягоды розового, лилового или красного цвета.

## Таксономия
Arrojadoa Britton & Rose, первое упоминание в Cact. 2: 170 (1920).

### Синонимы
Гетеротипные (основанные на разных номенклатурных типах):
- Arrojadoopsis Guiggi (2007)
- Pierrebraunia Esteves (1997)
- Stephanocereus A.Berger (1926)

### Виды
Подтвержденные виды по данным сайта Plants of the World Online на 2023 год:
- Arrojadoa albiflora Buining & Brederoo
- Arrojadoa bahiensis (P.J.Braun & Esteves) N.P.Taylor & Eggli
- Arrojadoa dinae Buining & Brederoo
- Arrojadoa eriocaulis Buining & Brederoo
- Arrojadoa leucostele (Gürke) Anceschi & Magli
- Arrojadoa marylaniae Soares Filho & M.Machado
- Arrojadoa multiflora F.Ritter
- Arrojadoa olsthoorniana Hofacker, M.Machado & R.Pontes
- Arrojadoa penicillata (Gürke) Britton & Rose
- Arrojadoa rhodantha (Gürke) Britton & Rosetypus

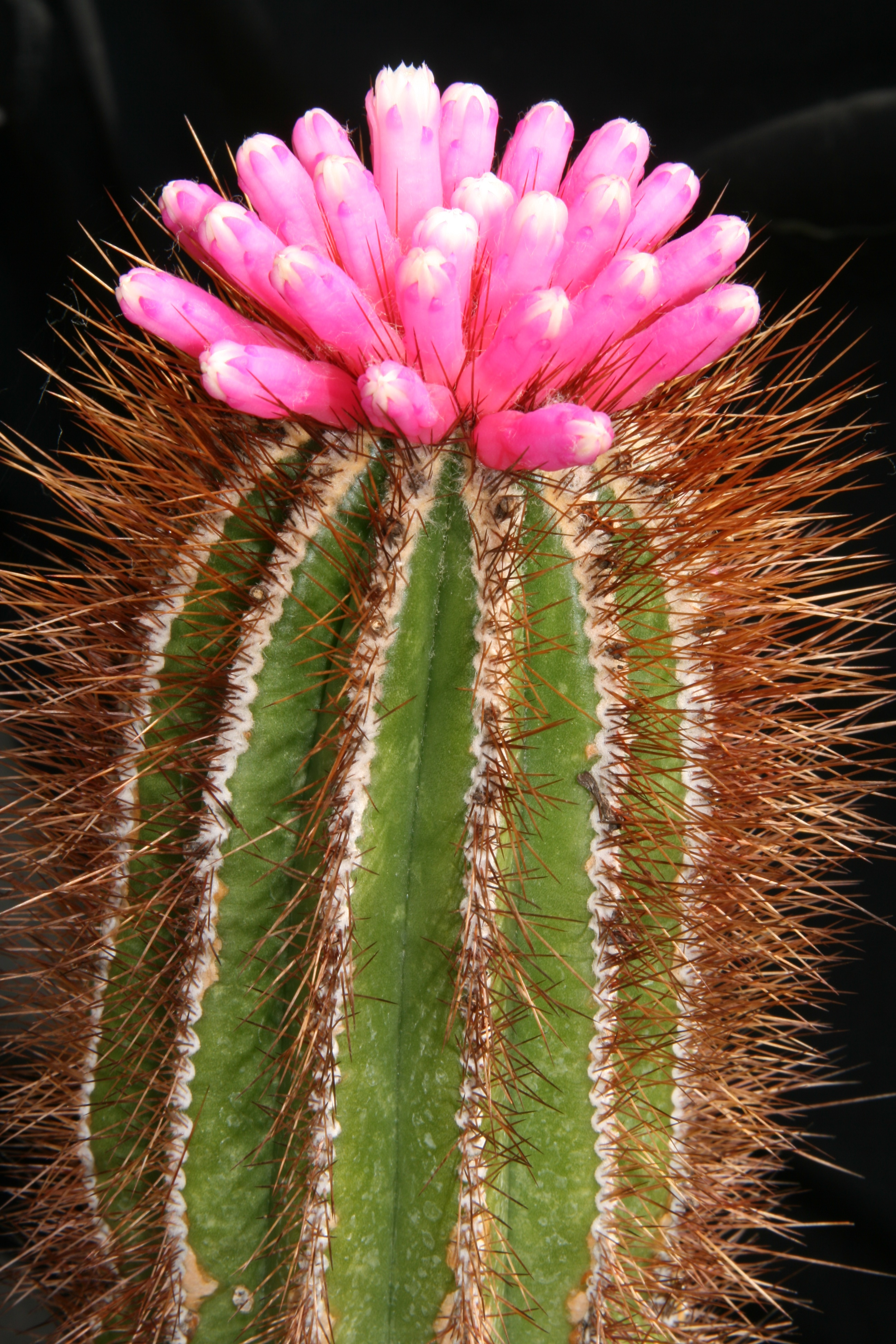
Arrojadoa bahiensis
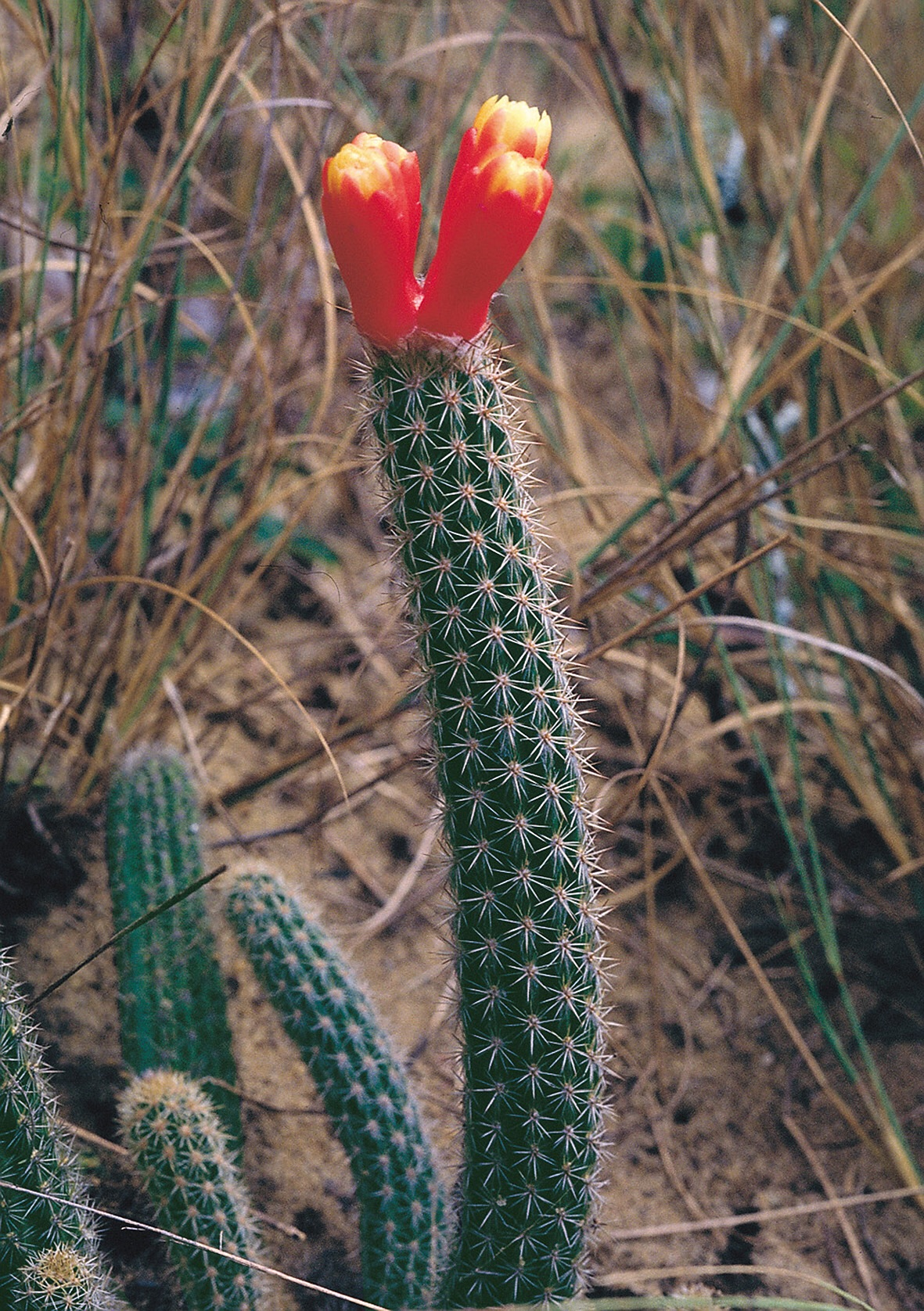
Arrojadoa dinae
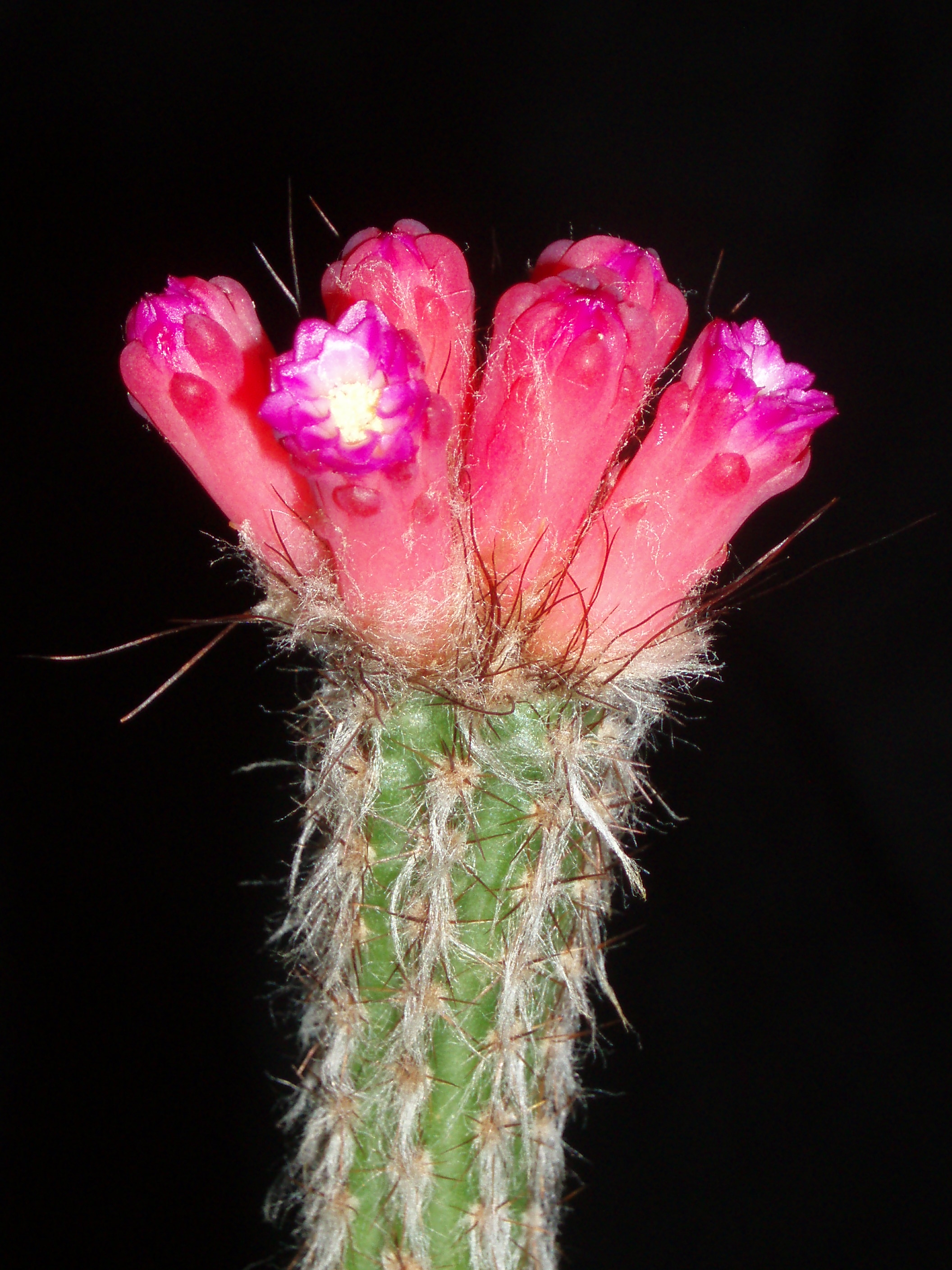
Arrojadoa eriocaulis
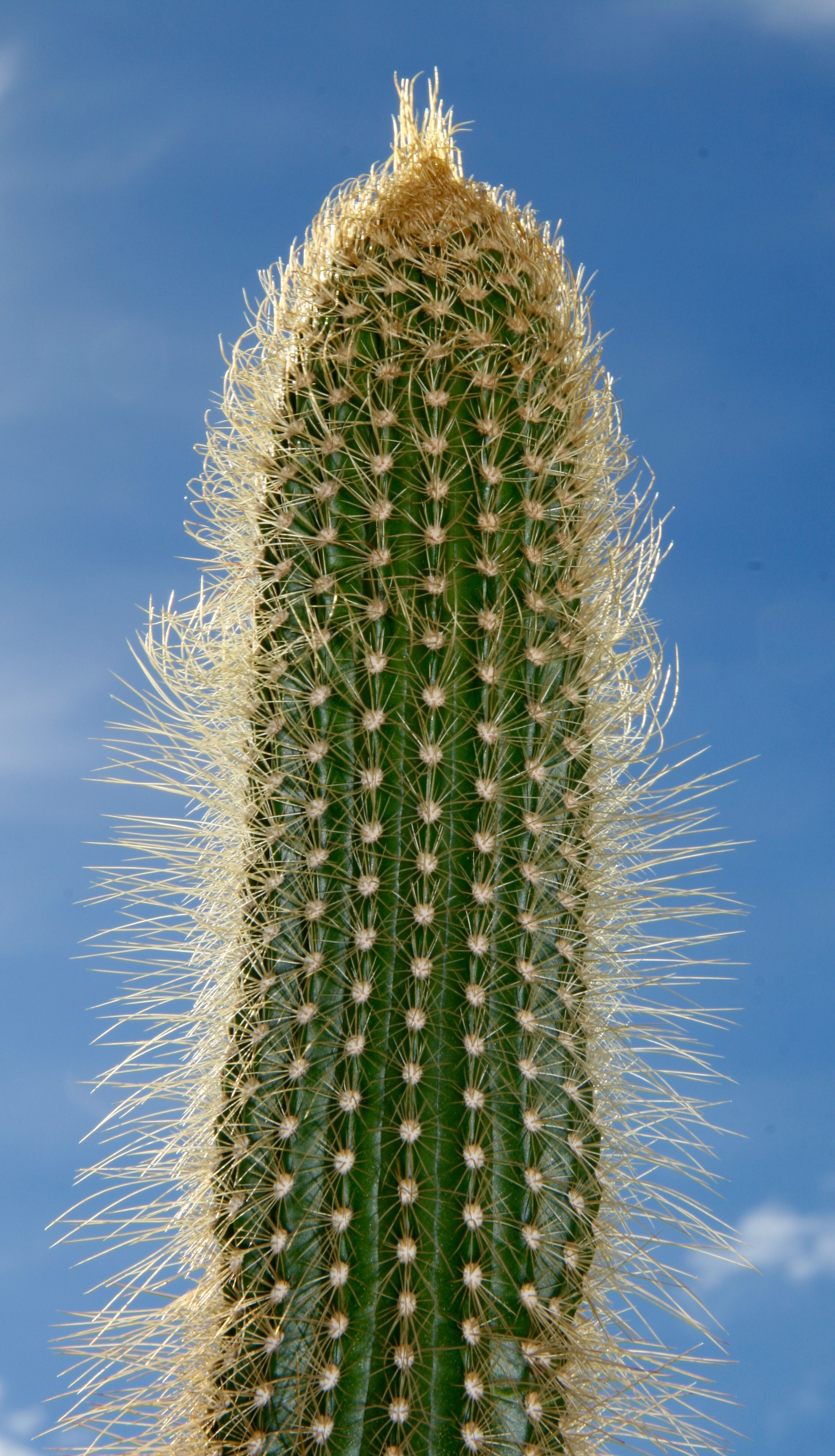
Arrojadoa marylaniae
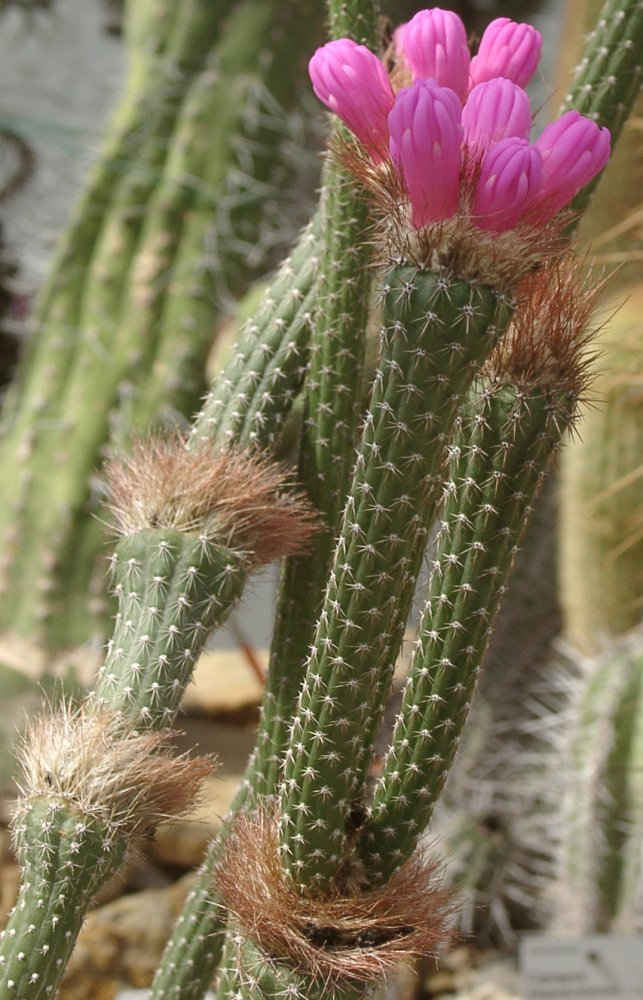
Arrojadoa penicillata
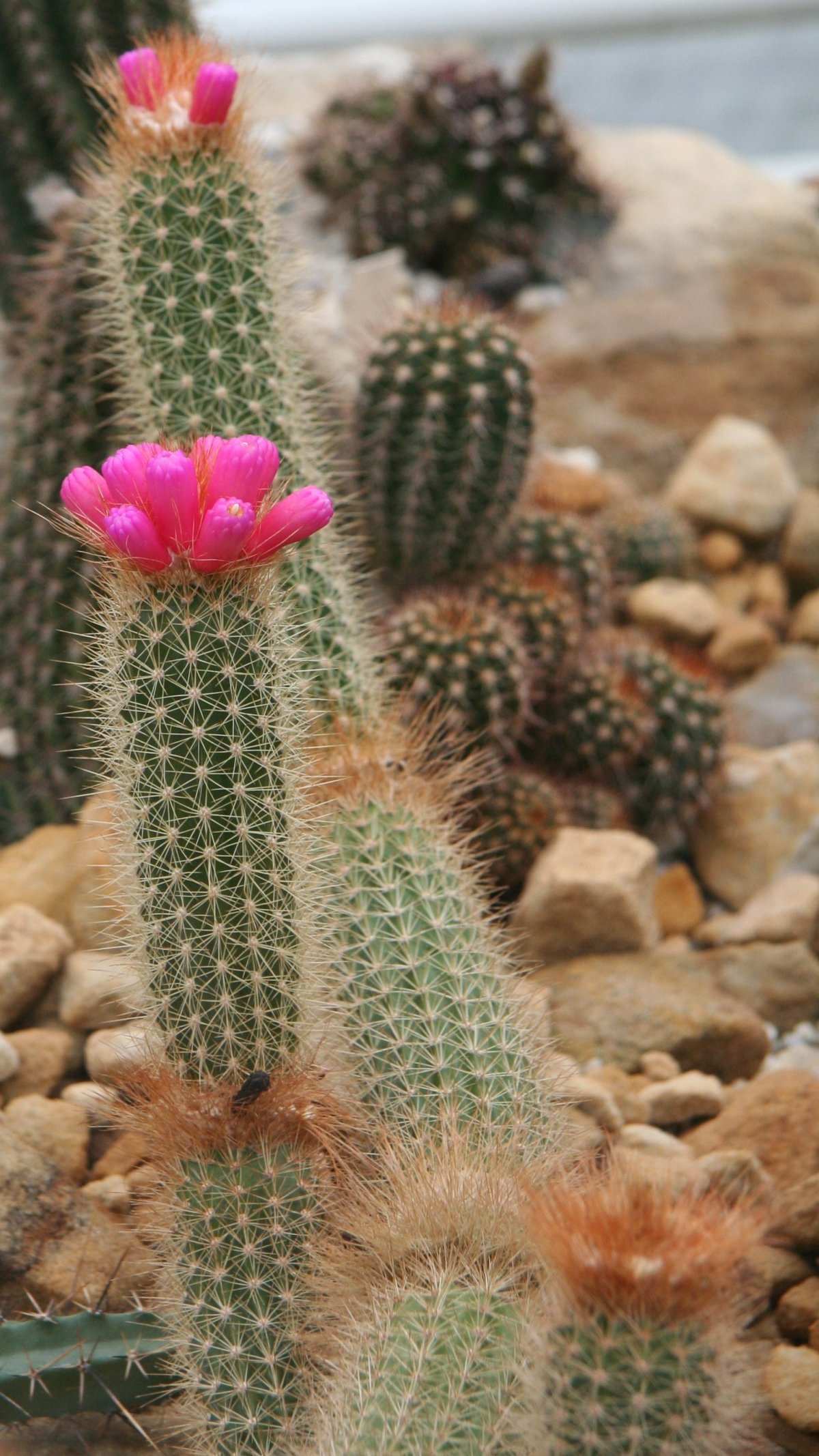
Arrojadoa rhodantha